# 栽培山黧豆
栽培山黧豆（学名：Lathyrus sativus）是一种豆科植物。这种植物主要分布在西北，特别是甘肃中部干旱地区和陕北等地区。栽培山黧豆原产于北半球温带地区。